# دب بار (نیک‌شهر)
آبگاه روستایی از توابع دهستان کوچینگ بخش هیچان شهرستان نیک شهر در استان سیستان و بلوچستان ایران است.
این روستا در ۵۵کیلومتری شهرستان نیکشهر قراردارد

## جمعیت
این روستا در دهستان کوچینگ قرار دارد و براساس سرشماری مرکز آمار ایران در سال ۱۳۸۵، جمعیت آن ۱٬۰۸۷ نفر (۲۱۲خانوار) بوده‌است.